# باغ گیاهشناسی آبرن
باغ گیاه‌شناسی آبرن یک باغ گیاه‌شناسی واقع در شهر آبرن، نیو ساوت ولز، استرالیا. است. باغ در سال ۱۹۷۷ تأسیس شد و مساحتی در حدود ۹٫۷ هکتار (۲۴ جریب) داشت. دراین باغ دو دریاچه، آبشار و پل‌هایی وجود دارد. رودخانه داک یا اردک در میان باغ رد می‌شود. این باغ توسط شورای شهرداری آبرن نگهداری می‌شود. باغ همه روزه باز است و هزینه ورود بسیار کم است. هیچ فضای نمایشگاه‌های داخلی وجود ندارد.
باغ گیاهی آبرن در هر سال هزاران نفر بازدید کننده دارد، و تعداد قابل توجهی از بازدبد کننده‌ها از خارج از استرالیا هستند. باغ‌های ژاپنی و تپه- مکان‌های مورد علاقه برای مراسم عروسی هستند و زوج‌های بسیاری از خارج از کشور را میزبانی می‌کنند. توپوگرافی از این مکان، که به آرامی به سمت دامنه‌های رودخانه اردک سرازیر می‌شود، جهت ایجاد دیدگاه و خرد اقلیم متفاوت تغییر یافته است. سه مکان باعث فراهم نمودن تجربه‌ای از استرالیا در شهر می‌شوند - نظیر: جنگل‌ها، باغ بومی و بیلوبانگ، و جنگل‌های بارانی استرالیا.

## تاریخچه
باغ توسط استاندار ولز جنوبی -رادن کاتلر در ۱۱ سپتامبر ۱۹۷۷ تأسیس شد. این باغ توسط اریک بلک، مهندس ارشد شورای شهرداری آبرن از سال ۱۹۴۹ تا سال ۱۹۷۹ طراحی شد. گروه‌های اجتماعی یک باغ بونسای و جایگاهی مخصوص پرندگان را به طرح اولیه افزوده‌اند. راه‌اندازی محلی جهت نگهداری جانوران بومی، در مشورت با باغ وحش تارونگا طرح‌های دبگری بود که توسط بخش شورای پارک‌ها و باغ‌ها به وجود آمد.
تأسیس این باغ از طرح کامبرلند(۱۹۴۶–۱۹۵۱) شروع شد که جهت تفریح و سرگرمی در امتداد سواحل رودخانه Duck قرار داشت. قبل و بعد از این طرح، شورا مدت زیادی زباله و فاضلاب را در امتداد سواحل و در آجر و کاشی‌های خاک رس ریخته است. در ژوئیه ۱۹۶۸، بلک - یک گزارش مفصل پیرامون پیشنهادی راجع به امکانات ورزشی و گسترش پارک رودخانهٔ داک به شورای ارائه داد. بلک- یک مجموعه‌ای از باغ‌ها را که سمبلی از سبک‌های ملی در سراسر جهان بودند -ارائه داد. این مجموعه بعدها کاهش یافت، هر چند برخی از اجزاء مانند باغ‌های ژاپنی و دریاچه، باغ‌های رسمی و استخر، و زیستگاه‌های مختلف استرالیا همچنان محفوظند.
گام مهم بعدی زمانی بود که دولت Whitlam (1972-1975) پیشرو در به رسمیت شناختن دولت فدرال دولت‌های محلی از طریق کمک‌های مالی مستقیم بود. از طریق برنامه‌های توسعه منطقه‌ای، شورای آبرن بودجه‌ای را در سال ۱۹۷۴ و ۱۹۷۵–۱۹۷۶ در راستای پیشرفت باغ‌ها دریافت کرد.
باغ از زمان باز گشایی، به حدی پیشرفت کرده است که در برخی از مناطق عمر درختان و گیاهان به اتمام رسیده است و دوباره باید کاشته شوند. پارک ملی ولز جنوبی و شعبه حیات وحش سازمان حفاظت محیط زیست و آب و هوا باغ‌ها را به عنوان بخشی از طرح بهبود برای محیط‌های و گونه‌های خاص، از جمله جنگل خاک رس رودخانه آشپز اسکراب ساده، اتمام اقاقیا (گردن کرک) و multicaulis Wahlenbergia گل استکانی ابی رنگ Tadgell شناسایی کرده است.

## خصیصه‌ها
- Japanese garden
- Fauna reserve
- باغ رز
- Scented garden
- Australian native and rainforest gardens

### تصاویر

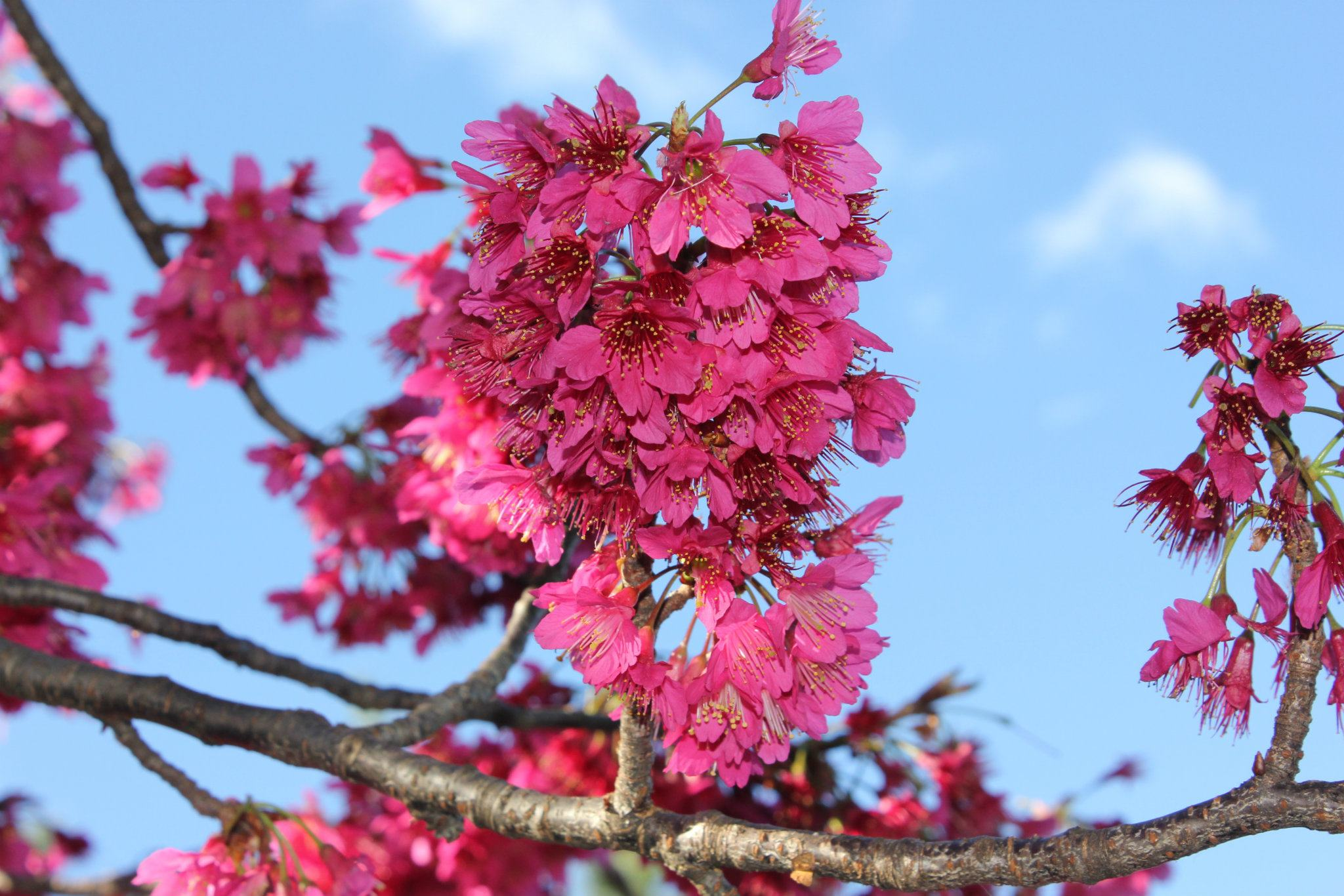
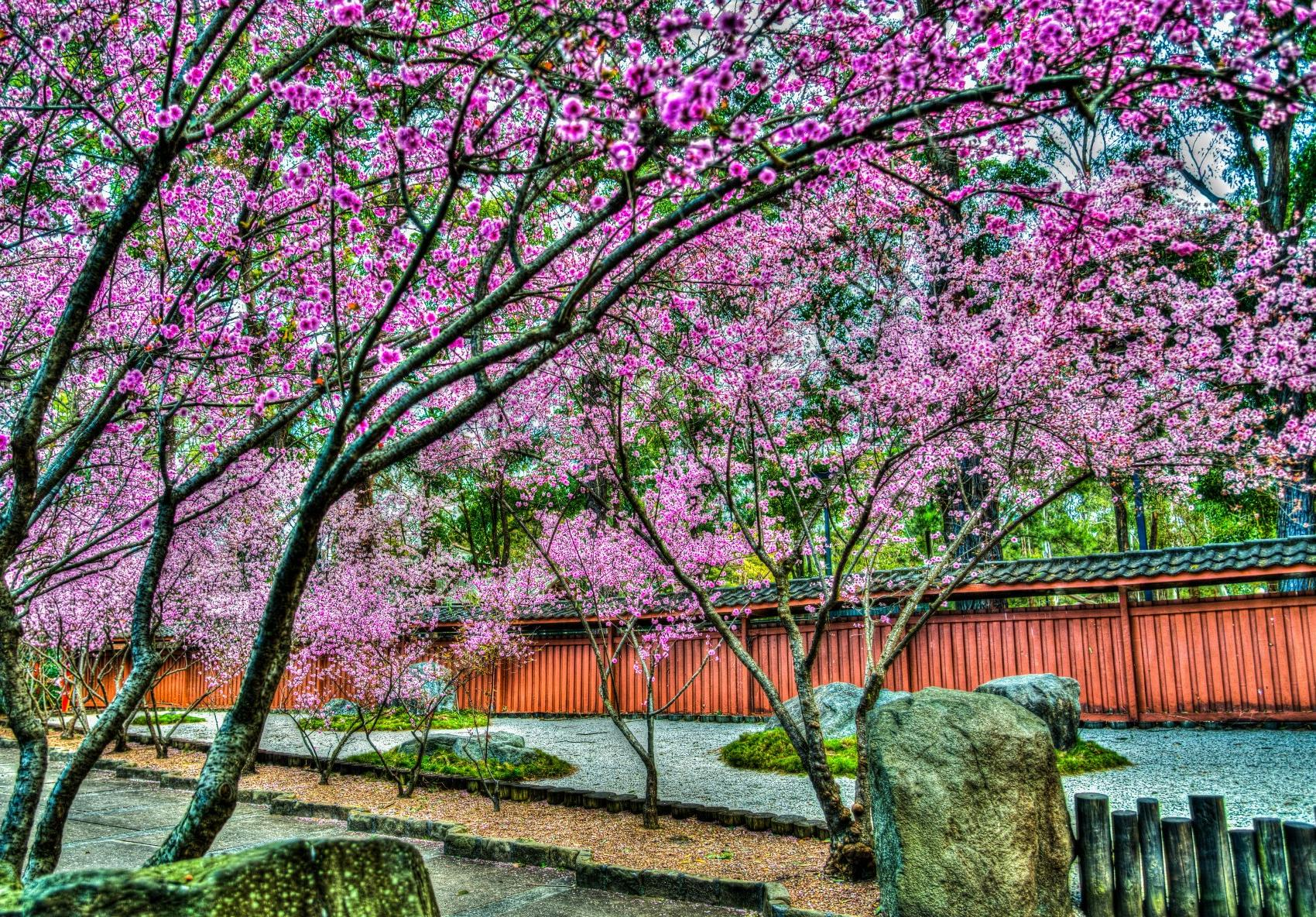
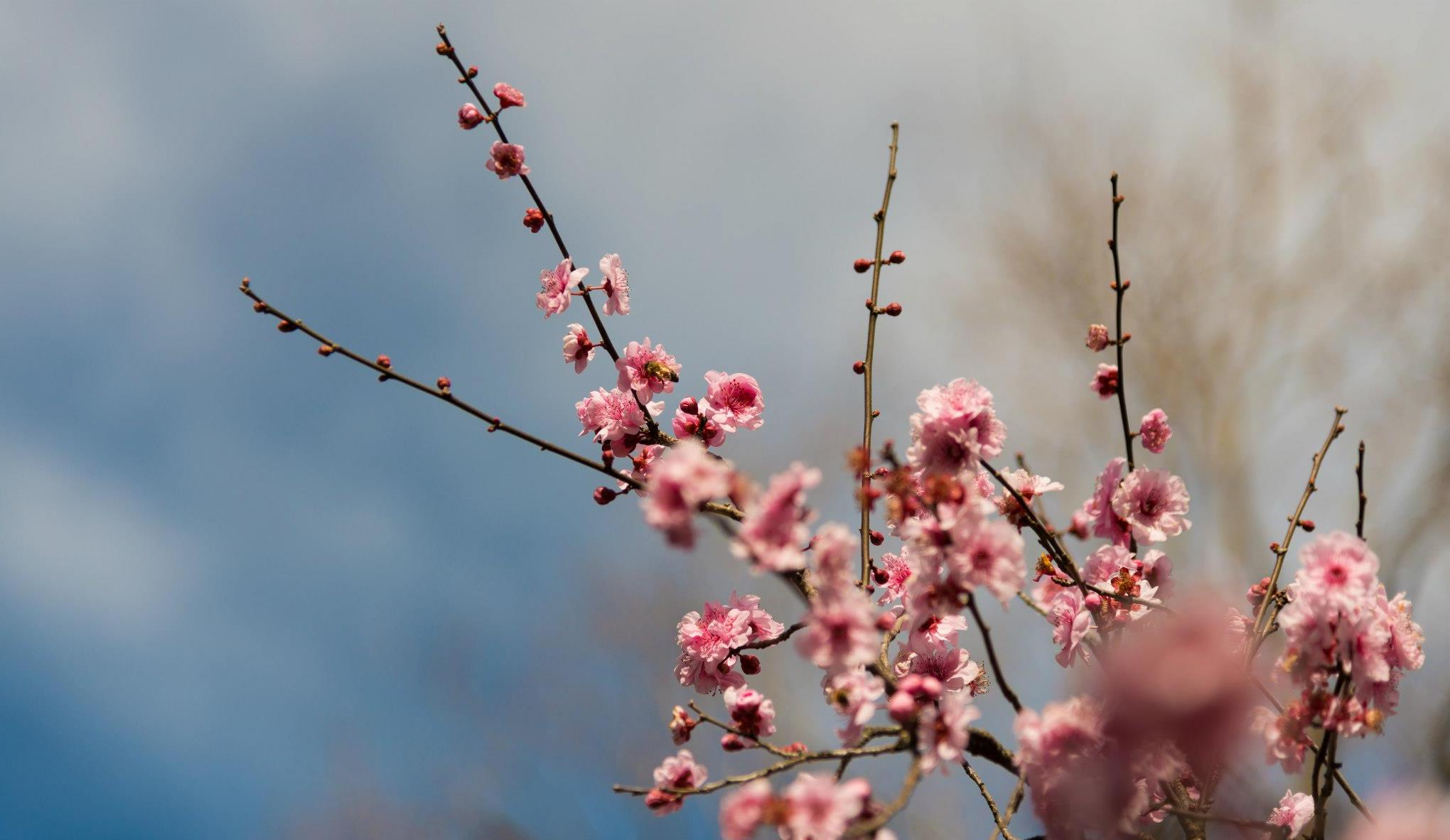
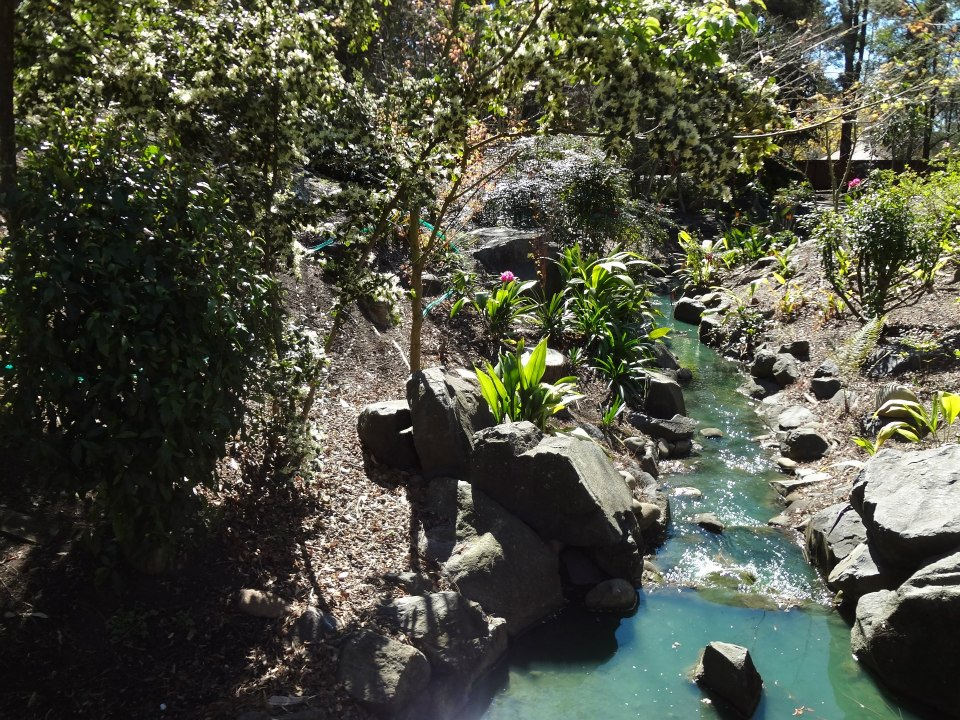
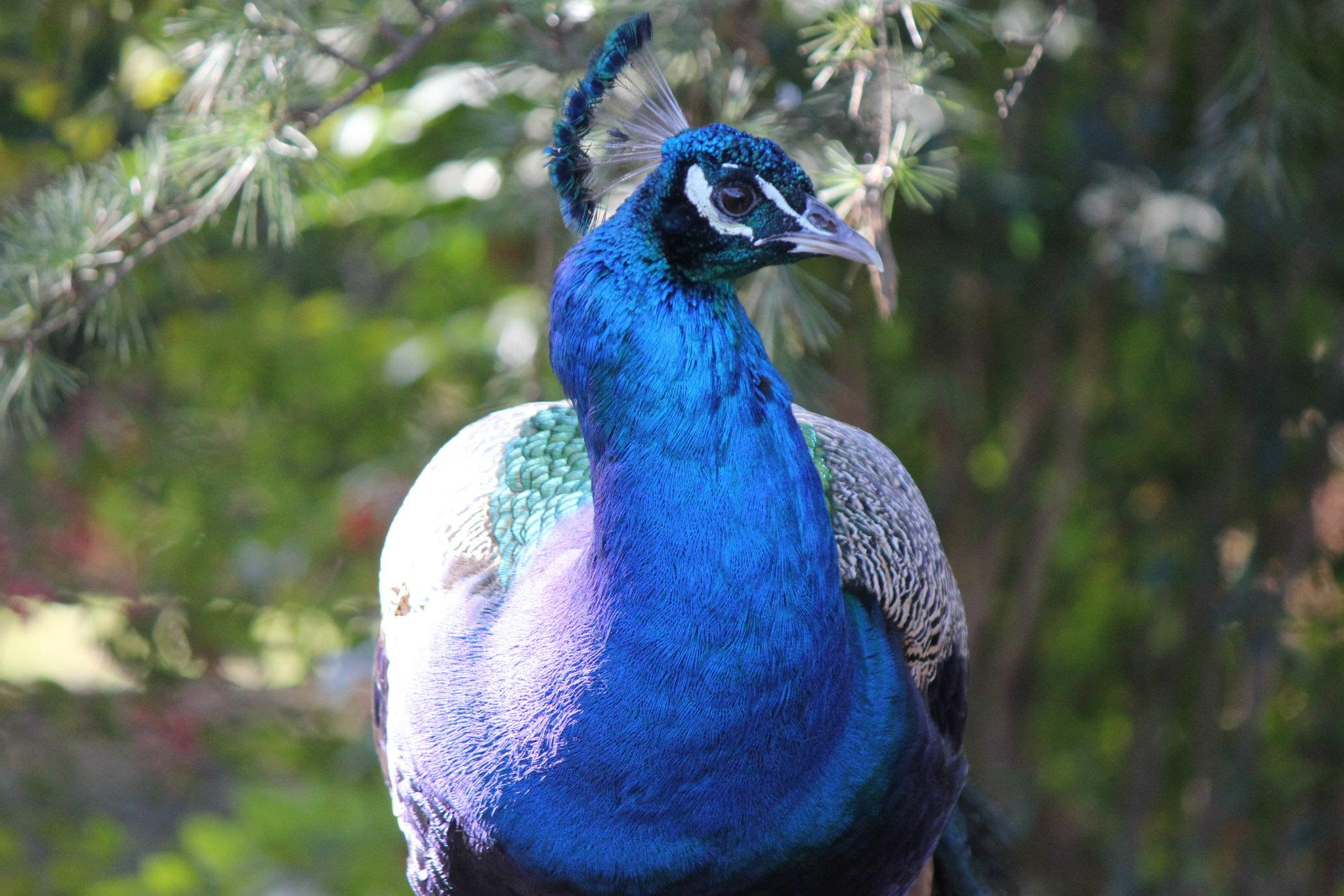
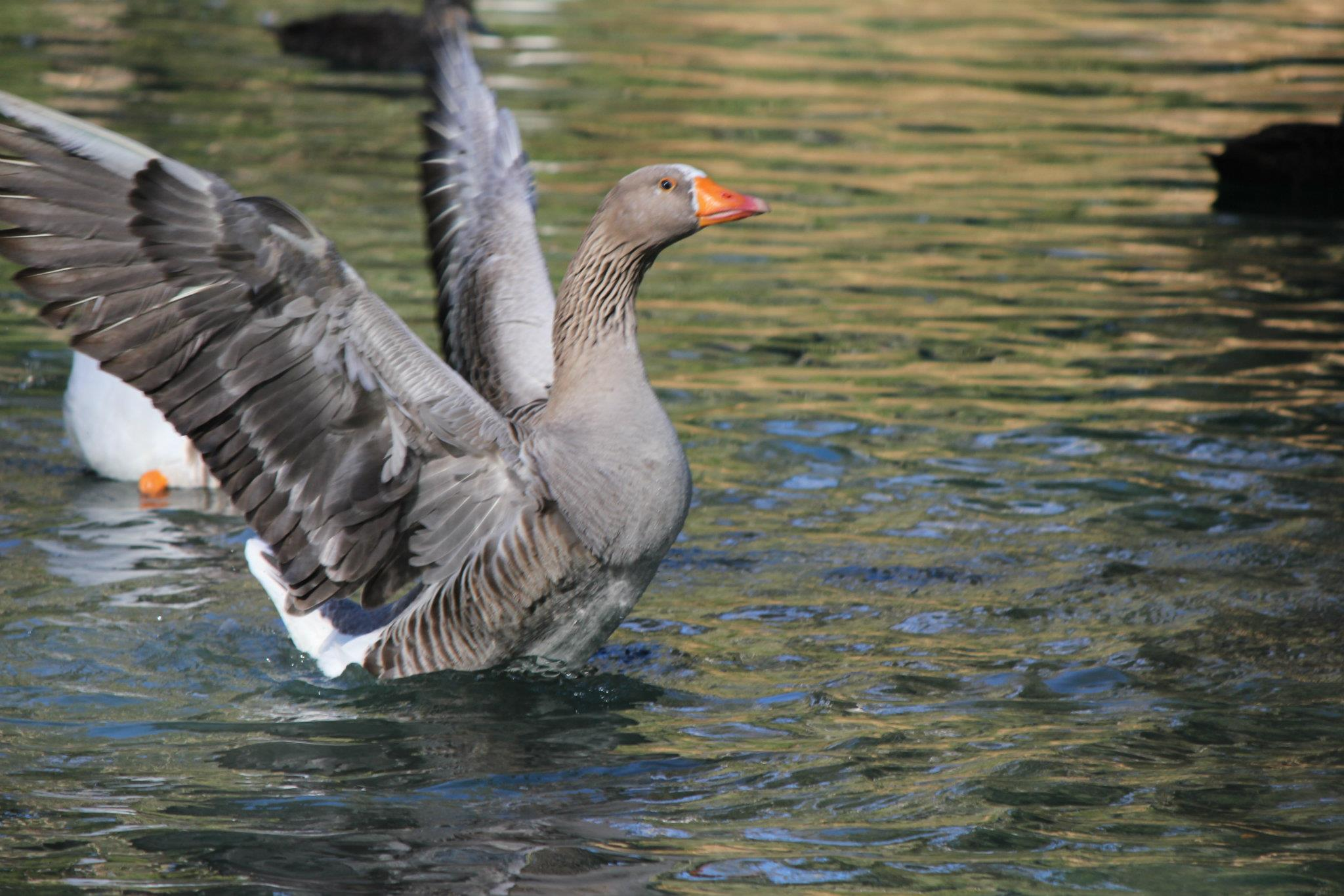
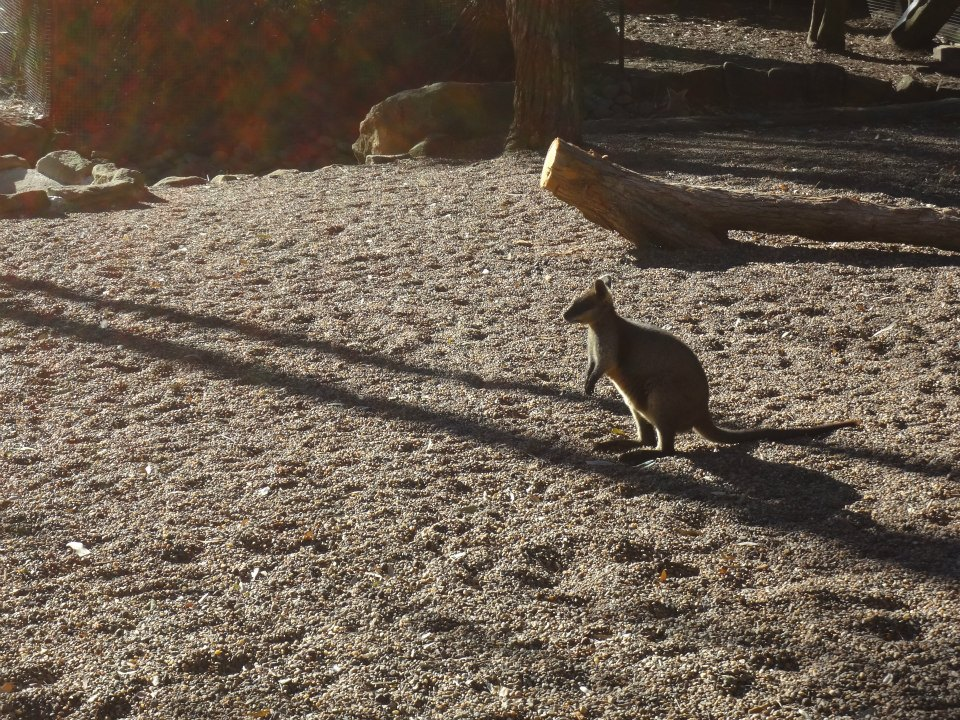
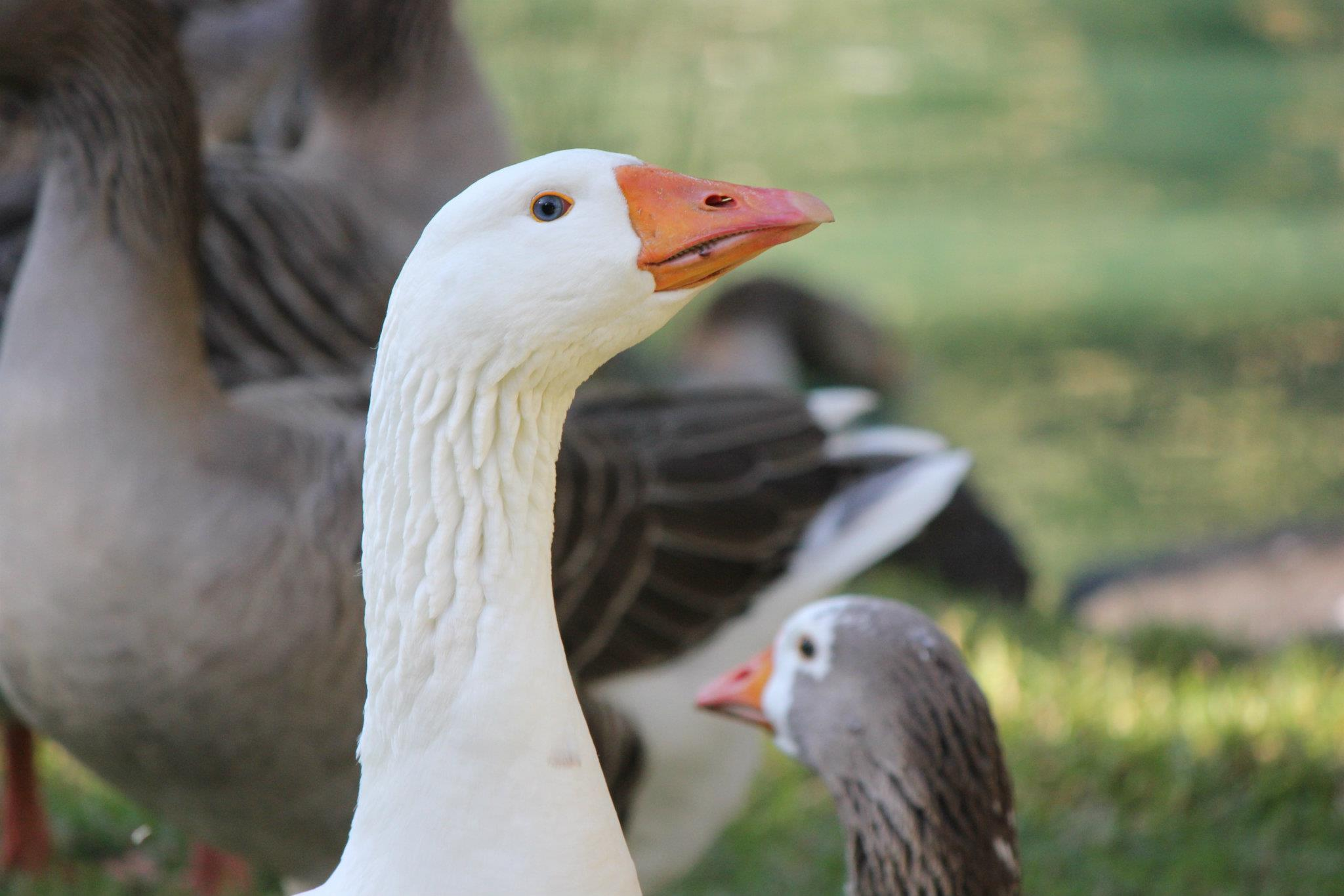
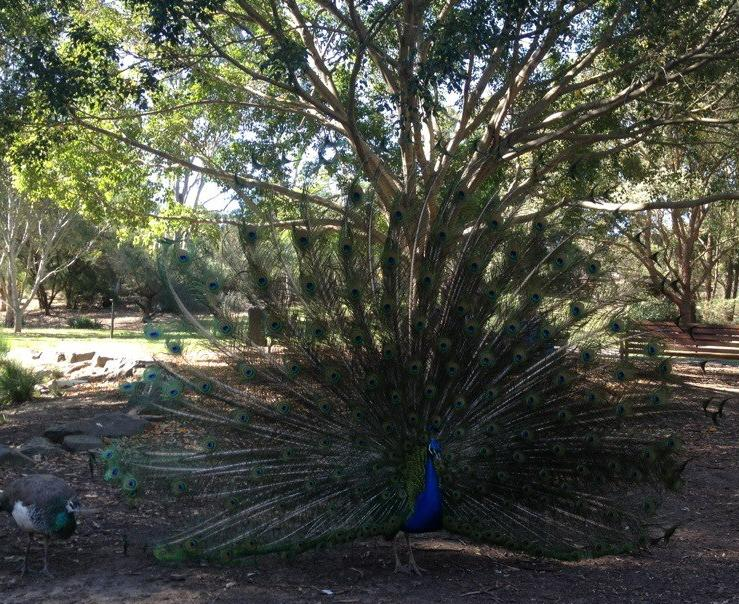
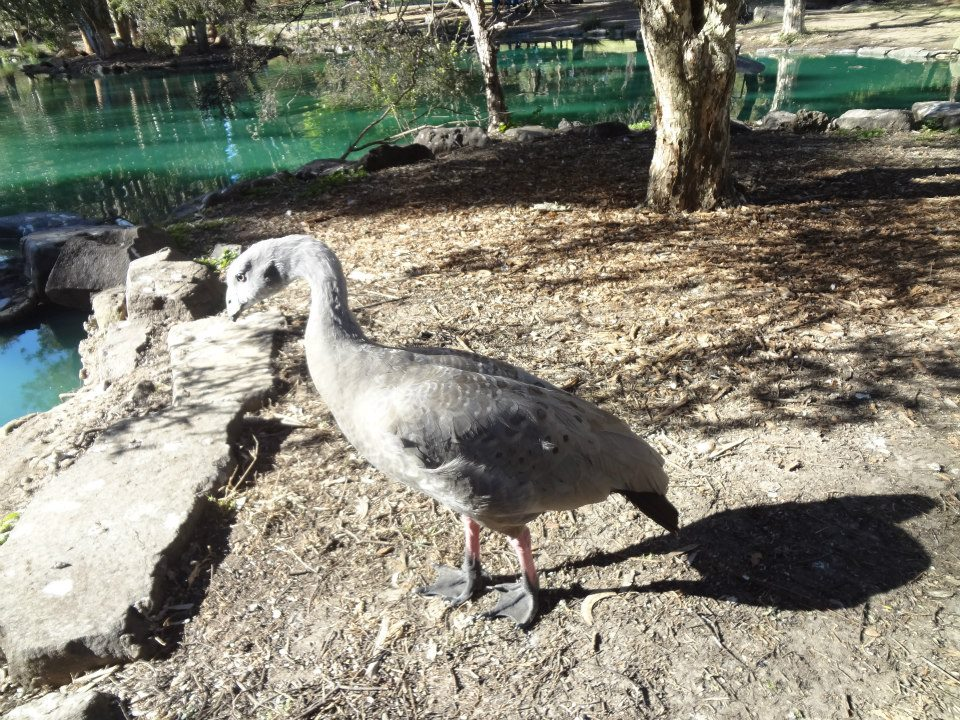
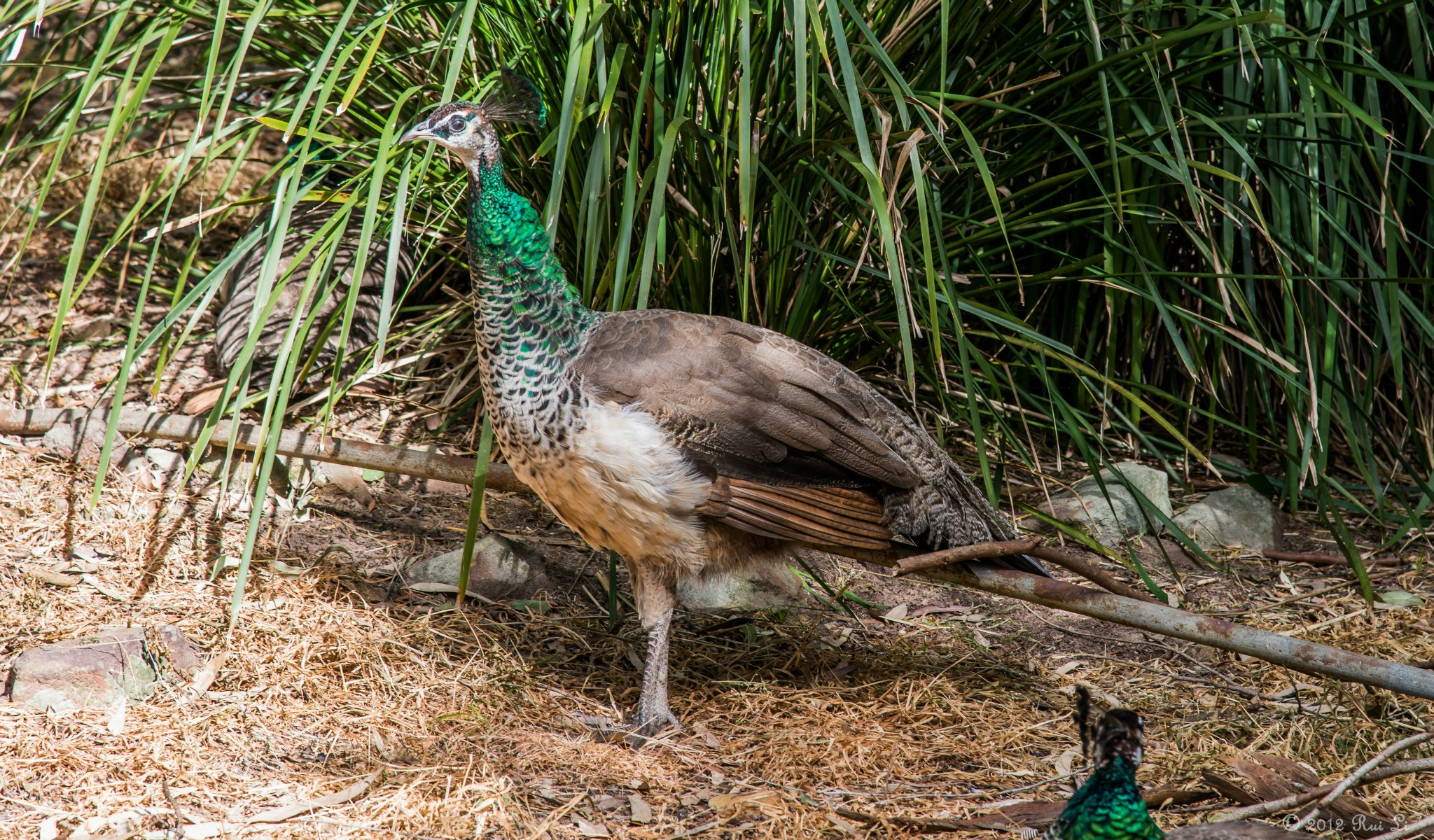
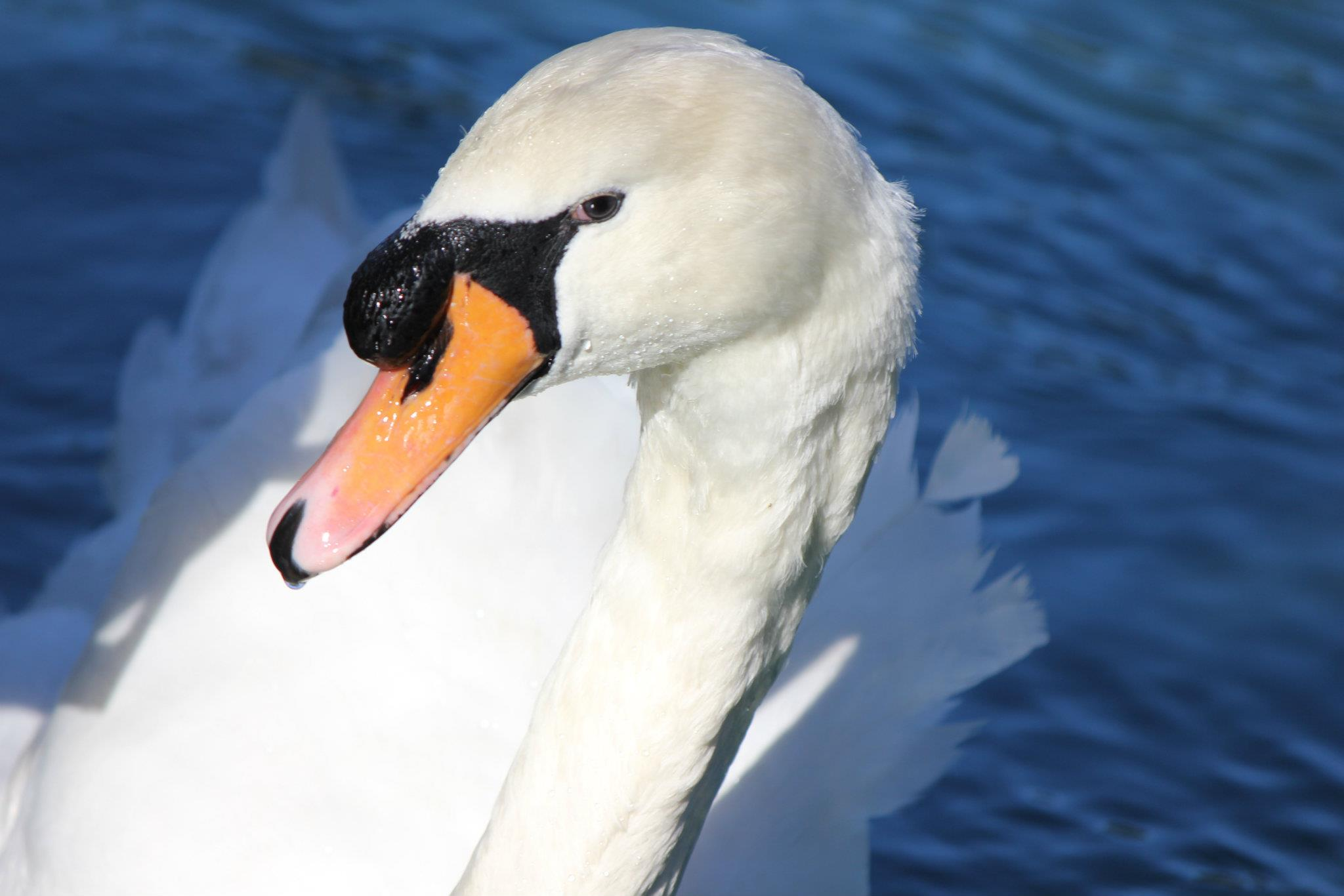
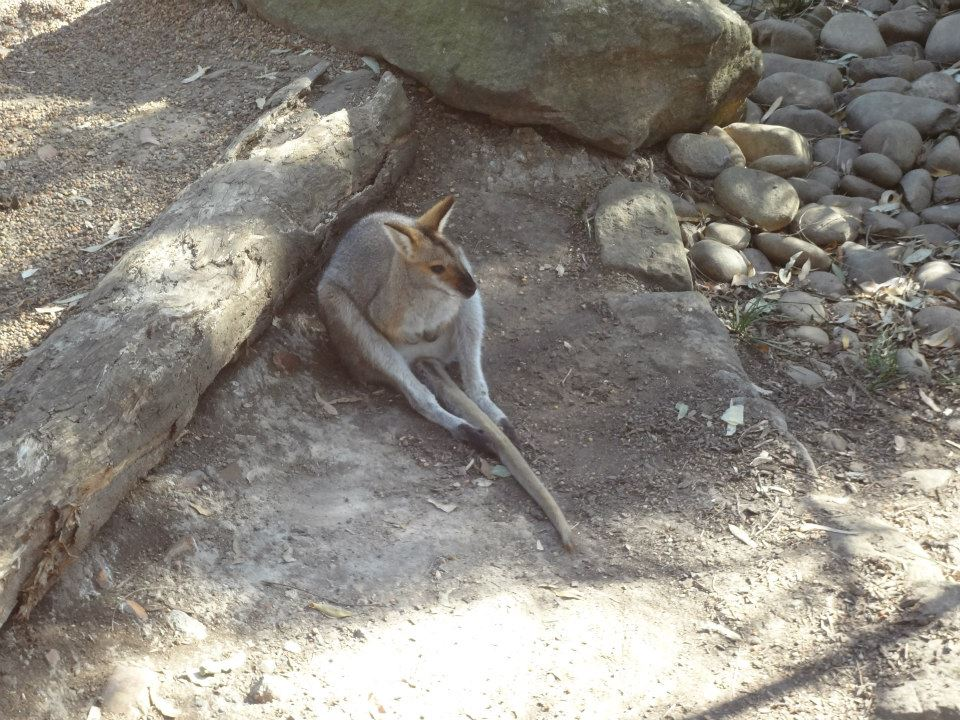
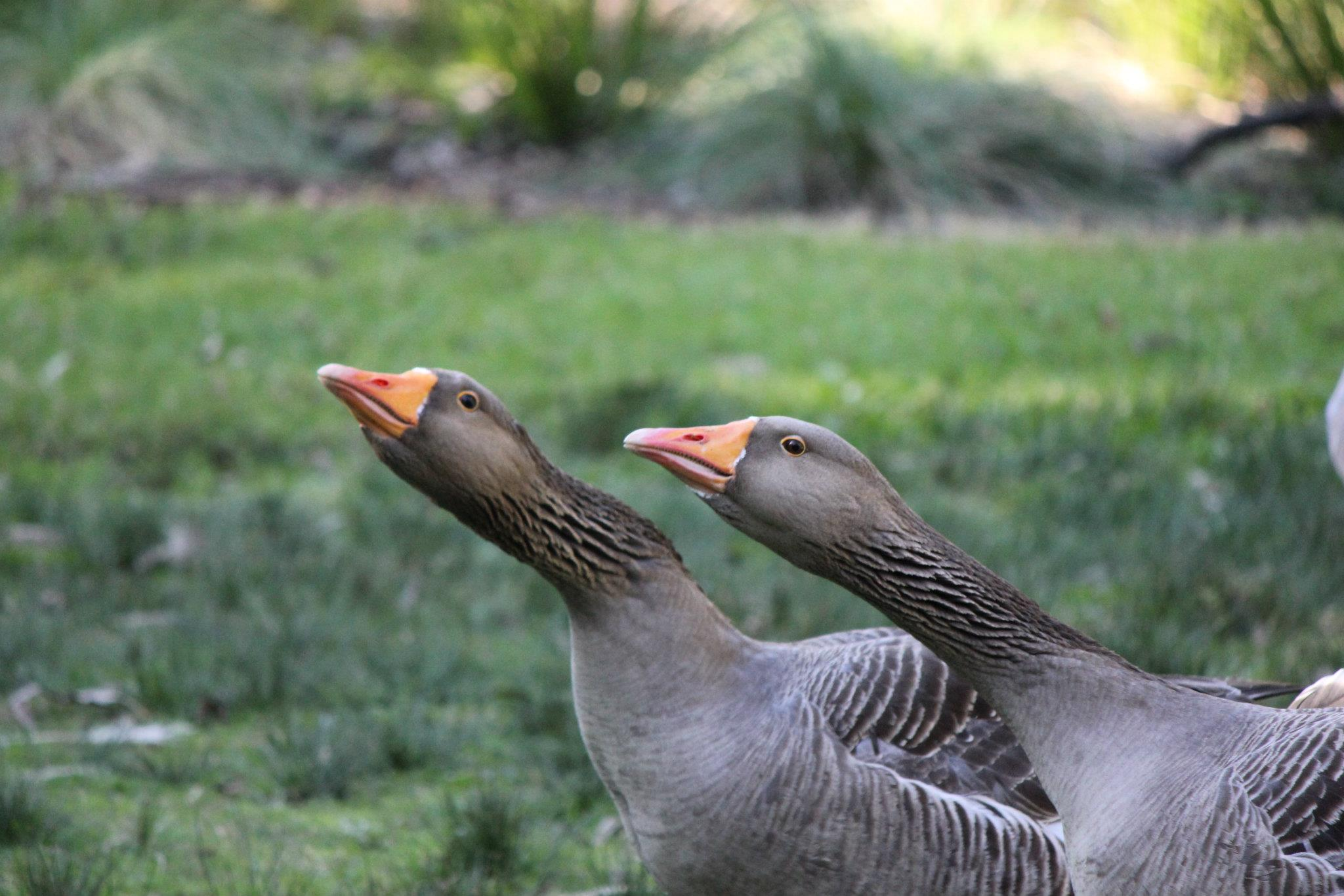
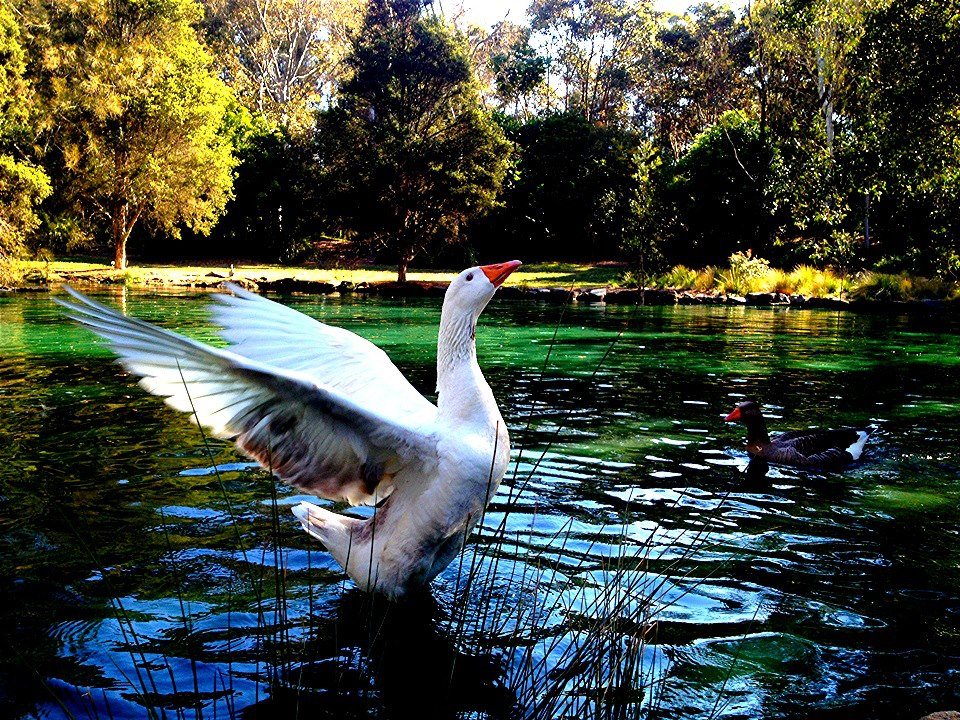